# Auguste Rodin

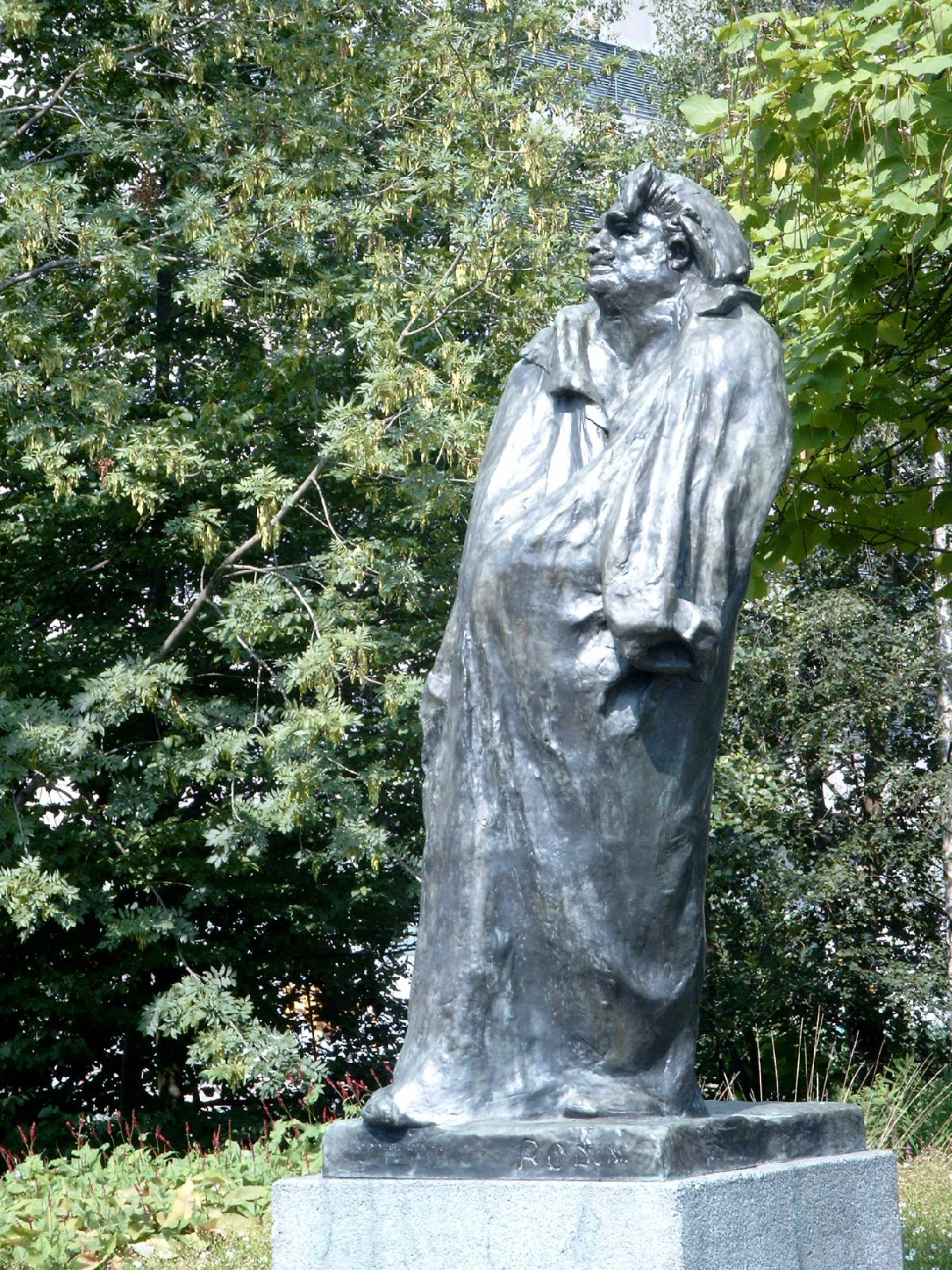
Honoré de Balzac

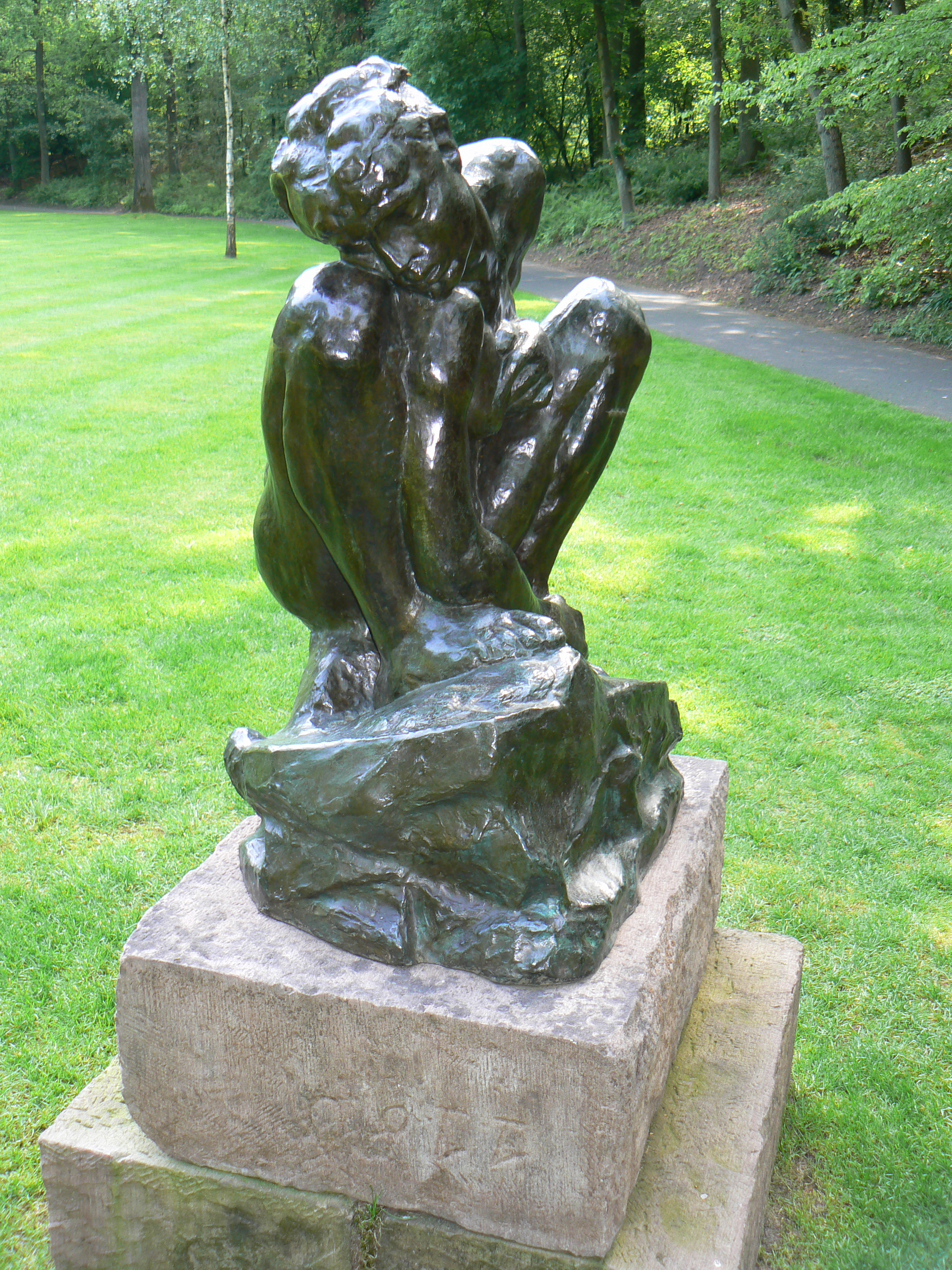
Femme accroupie (1882) Beeldenpark van het Kröller-Müller Museum

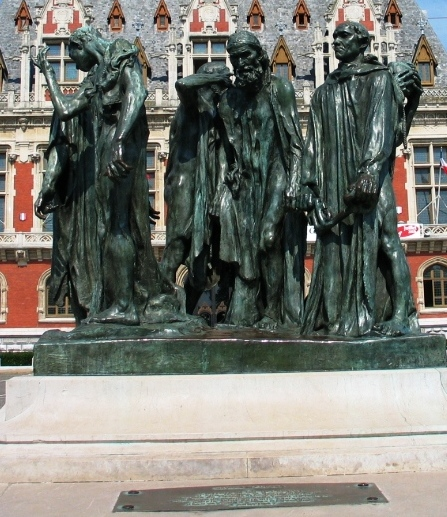
De Burgers van Calais

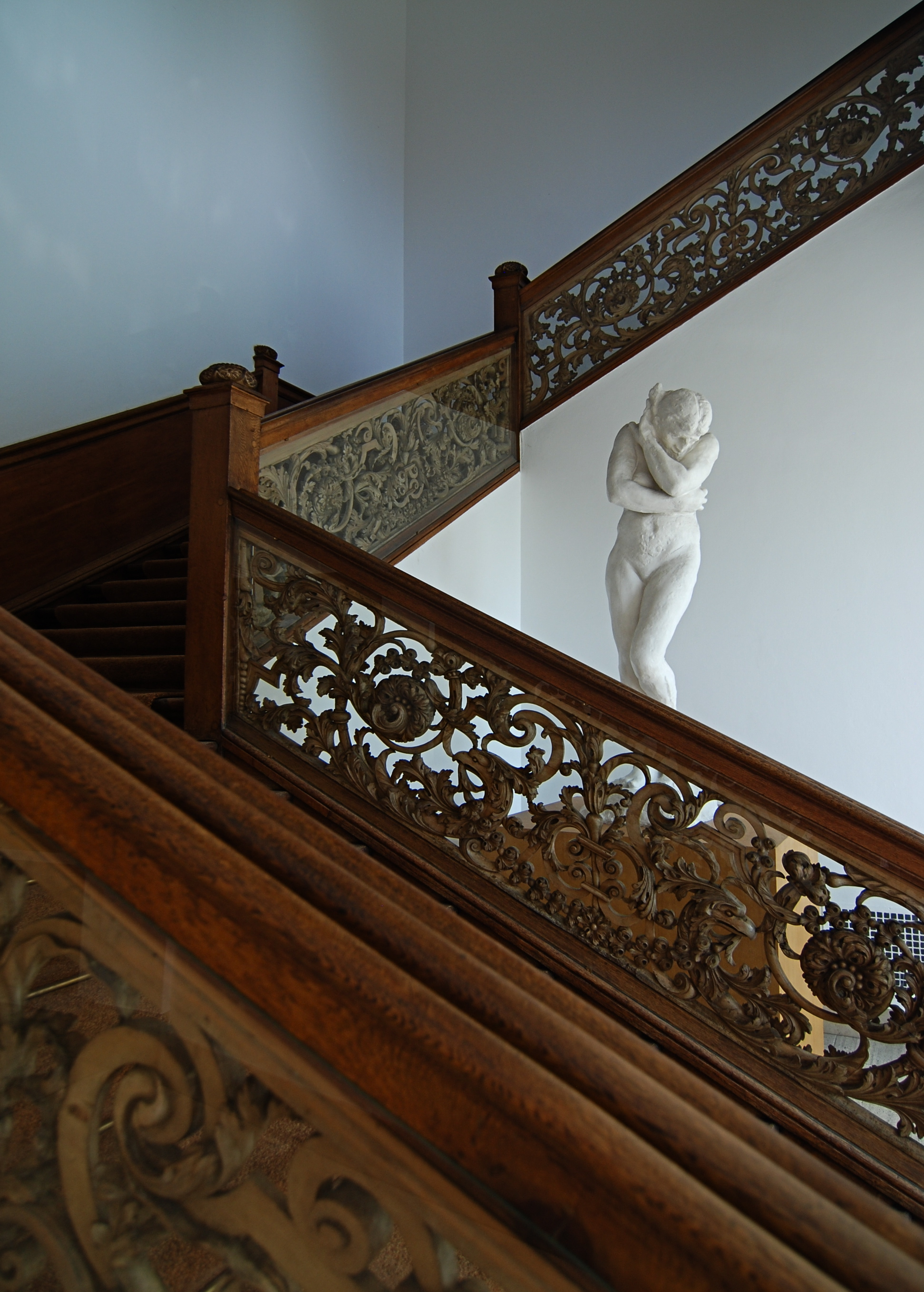
Eva na de zondeval in Museum Boijmans Van Beuningen

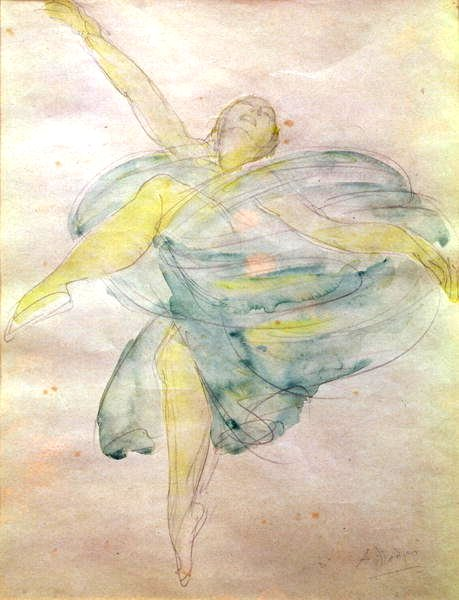
Danseres met sluiers, aquarel

Auguste Rodin (Parijs, 12 november 1840 – Meudon, 17 november 1917) was een Frans beeldhouwer.

## Biografie
Rodin werd geboren in Parijs en bracht er een uitermate armoedige jeugd door. Op zijn vijftiende kon hij terecht in de École impériale de dessin, genoemd la Petite École. Zijn eerste leraren waren er Horace Lecoq de Boisbaudran en Jean-Baptiste Carpeaux. Aangemoedigd door zijn leermeesters, trachtte hij tot drie keer toe om toegelaten te worden tot de École des Beaux Arts, maar telkens werd hij door de jury afgewezen. De academische conformisten vonden zijn gepresenteerde ontwerpen te vrijpostig.
Door deze mislukking werd hij echter niet ontmoedigd. Om den brode moest hij gaan werken bij decorateurs, die zijn uitzonderlijke handigheid op prijs stelden. De dood van zijn zuster (1862) bracht hem bij de Frères du Très-Saint-Sacrement. In 1863 ontstond de bronzen zware buste van de superieur Pierre-Julien Eymard, getuigend van een merkwaardige originaliteit door haar krachtdadige uitdrukking.
In 1864 ontmoette Rodin een jonge naaister, Rose Beuret, met wie hij de rest van zijn leven zou delen. In 1870 beeldhouwde hij haar buste en gebruikte haar als model voor heel wat van zijn werken.

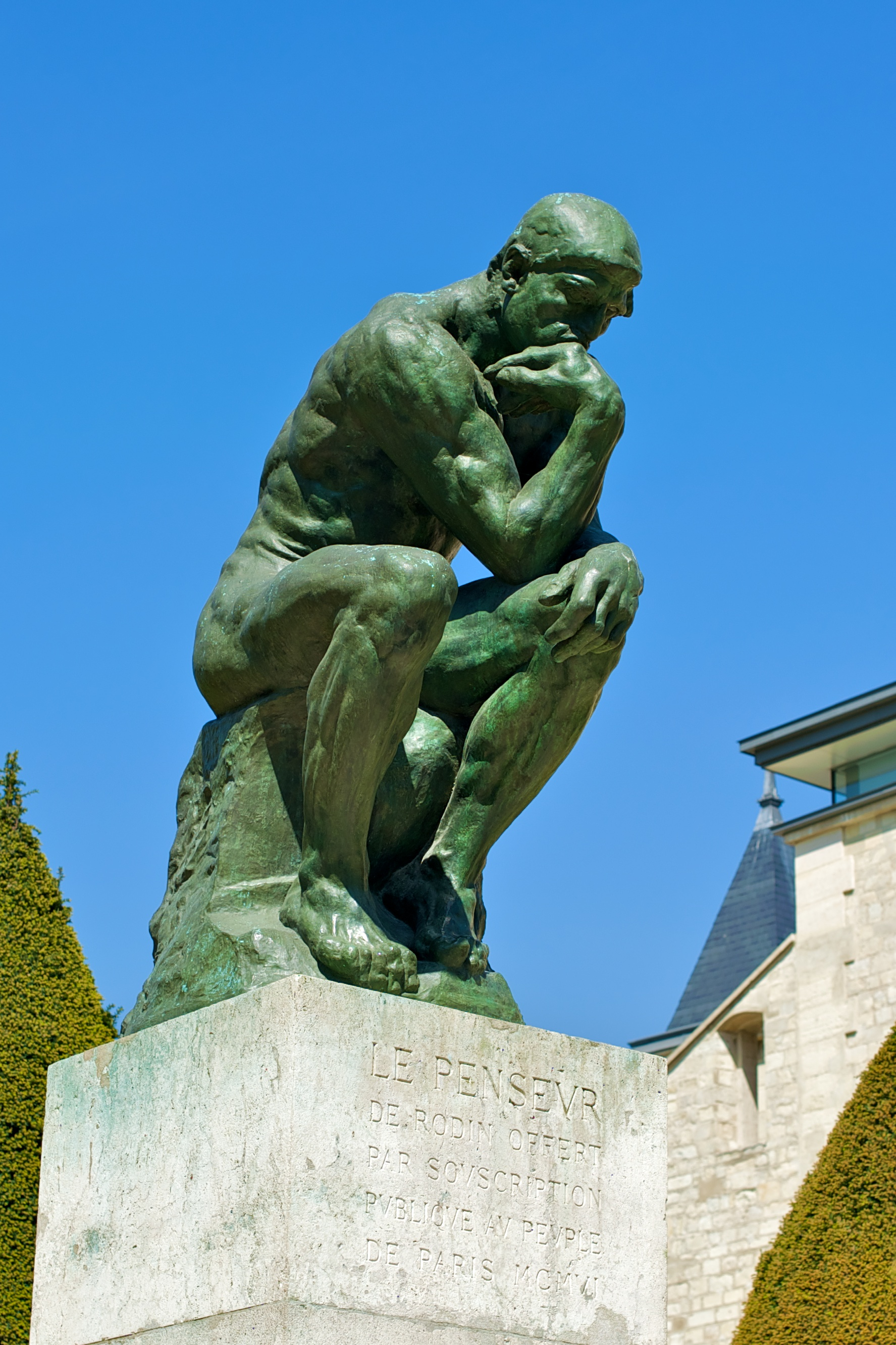
De Denker, 1881

In 1864 waagde hij een eerste inzending voor het Salon, maar zijn energieke Homme au nez cassé werd geweigerd. Datzelfde jaar bood hij zijn diensten aan bij de bekende Albert-Ernest Carrier-Belleuse, die hem wel vijf jaar lang een aanvaardbare levenssituatie bezorgde, maar bij wie hij niet verder kwam dan het eindeloos modelleren van nietszeggende beeldjes en decoratiemotieven voor theatergevels of protserige woningen.
In 1870 verbleef hij in Brussel, weer bij Carrier-Belleuse. Hij zou pas in 1878 terugkeren naar Parijs. Het jaar 1875 werd het keerpunt in Rodins leven. Hij reisde naar Italië en daar ontsloten de Renaissance-werken van Michelangelo, zowel in Rome als in Florence, zijn genie. Later zou hij aan Bourdelle schrijven: "Mijn bevrijding van het academisme werd gecreëerd door Michelangelo."
Terug in Brussel gaf hij geestdriftig de vrije loop aan zijn inspiratie en begon zijn lange, vaak polemische strijd tegen de decadente officiële kunst. Een magistrale l'Age d'airain (De Bronstijd) was in 1876 een eerste resultaat. Hij werd aangemoedigd door de bewondering van Rainer Maria Rilke, Stéphane Mallarmé, Octave Mirbeau en Léon Gambetta.
In 1880 kreeg Rodin zijn eerste officiële bestelling. Met deze Porte de l'Enfer werd hij beroemd. Hij werkte meer dan zes jaar aan de meer dan 200 beelden die ervoor bestemd waren. Ook De Kus en De Denker, beide geïnspireerd door de Divina Comedia van Dante, behoren tot deze groep.
Zijn Porte de l'Enfer was nog niet afgewerkt, toen hij in 1886 van de stad Calais een nieuwe opdracht kreeg. Hij werkte tot 1888 aan De Burgers van Calais.
In 1889 creëerde hij het monument Victor Hugo en voor Buenos Aires maakte hij in 1895 het monument Président Sarmiento. Intussen maakte hij van 1892 tot 1897 het schandaalverwekkende beeld Balzac, dat zelfs geweigerd werd door de Société des gens de lettres.
Tien jaar lang, tussen 1882 en 1892, beleefde Rodin een tumultueus chaotisch amoureuze verhouding met zijn 24 jaar jongere leerlinge Camille Claudel, de twee jaar oudere zus van de Franse dichter, schrijver en diplomaat Paul Claudel.
Maar reeds sinds 1864 had hij dus een relatie met Rose Beuret. Drie weken voor haar dood trouwde hij haar die zijn levensgezellin was geweest gedurende 53 jaar. Dit was in januari 1917. Tien maanden later stierf Rodin zelf te Meudon, 77 jaar oud.

## Stijl
Rodin gebruikte de natuur om zijn werk er levendig uit te laten zien. Zijn werk valt op door het onregelmatige oppervlak, waarop de lichtval schitteringen veroorzaakt. Deze schitteringen geven het beeld beweeglijkheid.
Dit is niet het effect waarnaar hij streefde. Met deze manier van tentoonstellen probeerde Rodin de stappen van de sculptuur te laten zien. Zoals de schilders hun werk opbouwden uit kleur- en lichtvlekken, zo bouwde Rodin zijn beelden uit klei en brons. Door het zichtbaar worden van het maakproces, wist Rodin het tijdelijke aspect in zijn werk naar voren te laten komen.
Het werk van Rodin, die bevriend was met Claude Monet, Pierre-Auguste Renoir en Stéphane Mallarmé, bereikte ongekende hoogten. Émile-Antoine Bourdelle, Aristide Maillol, Charles Despiau, François Pompon, de Argentijn Sesostris Vitullo, de Duitser Georg Kolbe en de Rus Soudbinine stonden sterk onder zijn invloed.
Naast de ontelbare sculpturen produceerde hij een indrukwekkend aantal vlugge schetsen, tekeningen en al of niet gerehausseerde aquarellen, veelal met een verwarrende erotiek, zodat sommige critici hem "seksueel geobsedeerd" noemden.

## Beeldenroof in Nederland
In de nacht van 16 op 17 januari 2007 werd uit de museumtuin van het Singer Museum in het Nederlandse Laren een afgietsel van de De Denker van Rodin gestolen plus nog zes andere beelden. Het werd van zijn sokkel getrokken, waarschijnlijk door middel van een touw, gebonden aan de trekhaak van een auto. De daders werden gevat en op 28 januari 2008 werd tegen hen zes jaar gevangenisstraf geëist. Het was hen niet om de culturele waarde van de beelden te doen geweest, maar om de opbrengst van het brons.

## Musea
In het Musée Rodin in Parijs en het Rodin Museum in Philadelphia zijn veel werken van Rodin te zien. In zijn sterfplaats Meudon is een Rodin Museum met zijn gipsen beelden.
Andere musea met zijn werk zijn onder meer:
- Beeldenpark van het Kröller-Müller Museum in Otterlo
- Fine Arts Museums of San Francisco in San Francisco
- Hermitage in Sint-Petersburg
- Metropolitan Museum of Art in New York
- Beeldenpark Middelheim te Antwerpen
- Musée d'Orsay in Parijs
- Museo Thyssen-Bornemisza in Madrid
- Museum voor Schone Kunsten in Gent
- Museum of Modern Art in New York
- National Gallery of Art in Washington
- Ny Carlsberg Glyptotek in Kopenhagen
- Singer in Laren
- Van Abbemuseum in Eindhoven
- Van Gogh Museum in Amsterdam
- Tuin van het Musée des Beaux-Arts in Lyon
- Museum de Fundatie in Zwolle